# Bojkot autobusové dopravy v Montgomery

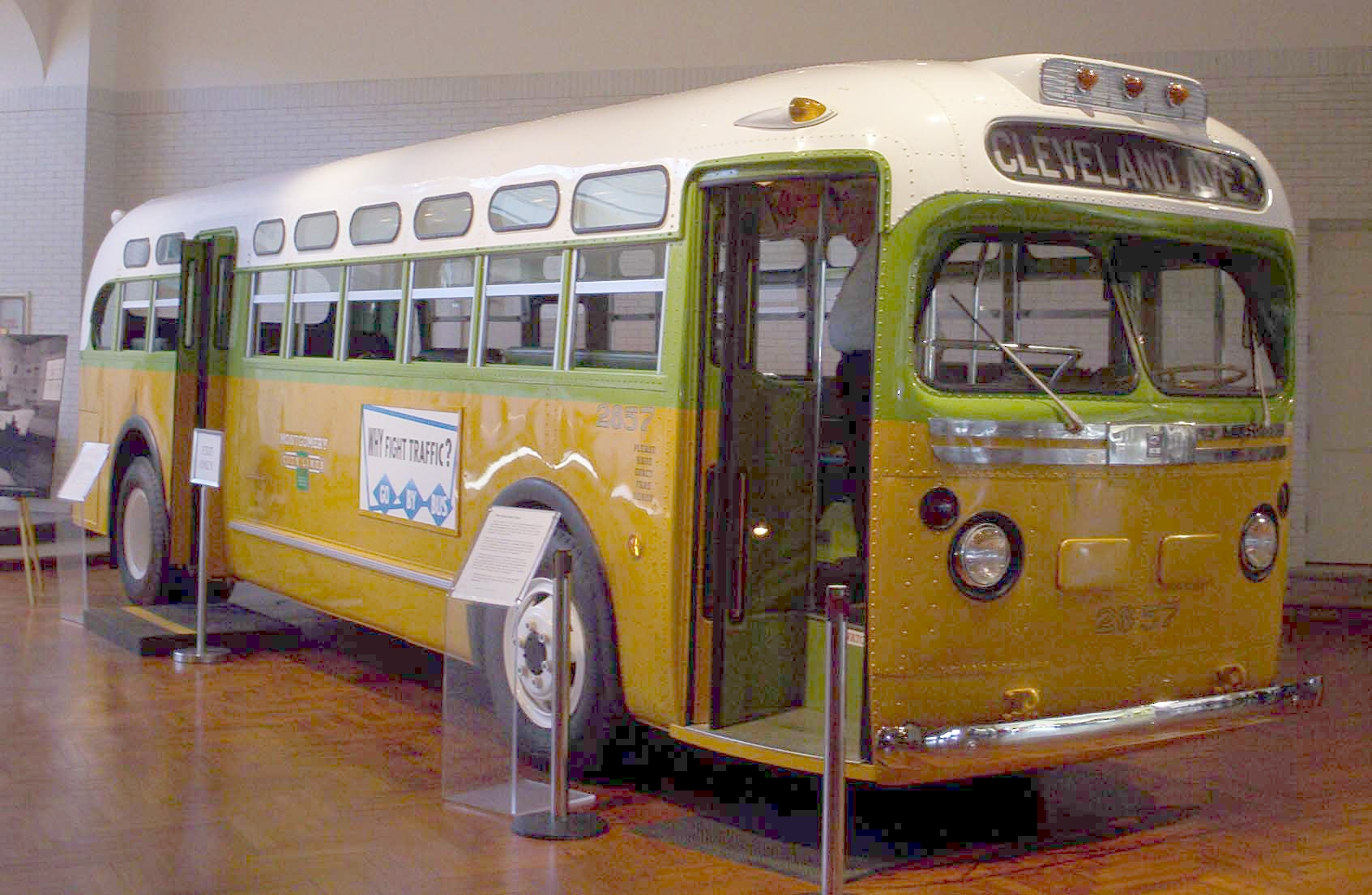
Autobus, ve kterém byla zatčena Rosa Parksová.

Bojkot autobusové dopravy v Montgomery byla politická a společenská protestní akce proti politice rasové segregace veřejné dopravy ve městě Montgomery, stát Alabama. Jednalo se o klíčový moment pro hnutí za občanská práva. Bojkot trval od 5. prosince 1955 do 20. prosince 1956. Bojkot začal den poté, co byla policií zatčena Rosa Parksová za to, že neuvolnila místo v autobusu bělochovi. Skončil o více než rok poté v návaznosti na rozsudek Nejvyššího soudu Spojených států amerických, který postavil rasovou segregaci ve veřejné dopravě mimo zákon. Bojkotu se účastnili také pozdější klíčové osoby boje za lidská práva Martin Luther King a Ralph Abernathy.

## Pozadí bojkotu
V roce 1955 v Alabamě stále platily zákony Jima Crowa podporující rasovou segregaci. Ve veřejné dopravě se projevovaly tak, že Afroameričané nesměli být řidiči autobusů, museli sedět pouze na vyhrazených místech v zadní části autobusu a automaticky uvolňovat sedadla bělochům. A to i přesto, že Afroameričané tvořili 75 % cestujících v autobusech města Montgomery. Afroameričané byli rovněž vystaveni útokům a nadávkám řidičů i cestujících.
Bojkotu předcházelo již několik obdobných, ale méně významných akcí. Například v roce 1953 došlo k bojkotu ve městě Baton Rouge, stát Louisiana. Město v roce 1953 zavedlo možnost, že Afroameričané mohli ve veřejné dopravě sedět i vepředu, ale pořád museli uvolňovat sedadla bělochům. Tento drobný ústupek se ovšem nelíbil řidičům autobusů, kteří raději vstoupili do stávky. Bojkot vyvolal reverend T. J. Jemison, který se dostal do potyčky s řidičem, který ho nechtěl nechat sedět vepředu. Stát Louisiana reagoval na stávku řidičů tím, že zrušil platnost nařízení města. Následný bojkot veřejné dopravy trval osm dní. Poté se stát a město dohodli na tom, že vepředu budou pro Afroameričany rezervována pouze dvě sedadla.
V březnu 1955 byla zatčena patnáctiletá studentka Claudette Colvinová za to, že odmítla uvolnit místo v autobuse bělochovi.

## Rosa Parksová

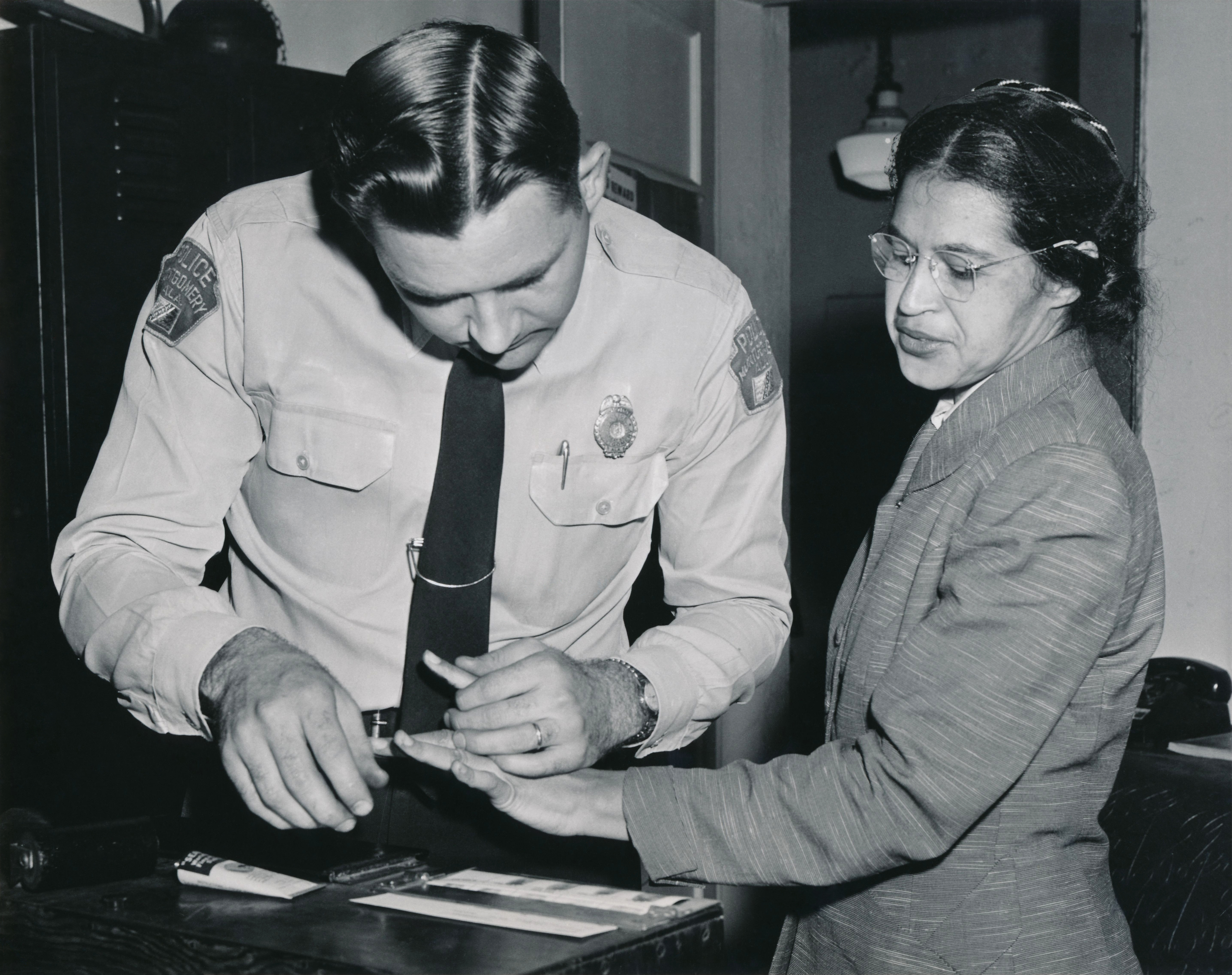
Zatčení Rosy Parksové.

Rosa Parksová byla šička a ve volném čase sekretářka v National Association for the Advancement of Colored People (NAACP). V roce 1955 se účastnila kurzu NAACP na téma, jak vést nenásilnou občanskou neposlušnost. Dne 1. prosince 1955 byla vyzvána řidičem, aby uvolnila místo bělochovi, který právě nastoupil do autobusu. Parksová odmítla, načež byla zatčena. Dne 5. prosince jí byla vyměřena pokuta 14 dolarů.

## Bojkot
Předseda lokální pobočky NAACP E. D. Nixon se rozhodl využít jejího případu jako testu možnosti protestu proti rasové segregaci v Montgomery. Nixon hledal symbol, který by upoutal pozornost médií a který by mohl vyprávět příběh diskriminace. Již dříve hodlal uplatnit tutéž techniku se zadrženou studentkou Claudette Colvinová, ta ovšem brzy na to otěhotněla. Dvaačtyřicietiletá pracující Rosa Parksová se tak zdála jako adekvátní adeptka.
Druhého dne po zatčení Parksové organizace hnutí za občanská práva připravila informační kampaň k bojkotu veřejné dopravy Montgomery. Akce se ukázala jako úspěšná. Bojkot afroamerických cestujících způsobil systému veřejné dopravy města značné ekonomické ztráty. Protestující byli podpořeni také afroamerickými taxikáři, kteří je vozili za symbolickou cenu 10 centů, což byla cena jízdenky autobusem. Mediálními tvářemi bojkotu se stali také Martin Luther King a Ralph Abernathy.
Bojkot a protesty vyvolaly hněv některých bělošských obyvatel města, kteří masově vstupovali do organizace White Citizens' Council. Protestující Afroameričané se stali terčem násilí. Domovy Kinga i Abernathyho se staly cílem žhářů. Iniciátoři bojkotu byli městem obviněni z úmyslného bránění obchodu a služeb. King byl odsouzen k pokutě 500 dolarů a dvěma týdnům ve vězení.

## Dopady bojkotu
V listopadu 1956 Nejvyšší soud Spojených států amerických rozhodl, že rasová segregace ve veřejné dopravě je protiústavní a nelegální. Rozsudek vstoupil v účinnost v prosinci 1956. Po jeho zavedení byl bojkot úspěšně ukončen.
Ovšem násilnosti rozsudkem neskončily. Na domov Kinga bylo vystřeleno z brokovnice, Afroameričané byli při cestování veřejnou dopravou dále napadáni. Afroameričtí cestující se také stali terčem odstřelovačů. Postřelena byla například i těhotná žena. V lednu 1957 bylo zapáleno pět černošských kostelů. Město se rozhodlo zareagovat pozastavením veřejné dopravy. V lednu 1957 byl také členy Ku-klux-klanu při lynči zavražděn Afroameričan Willie Edwards za to, že se stýkal s bílou ženou.
Město také zpřísnilo segregaci v jiných oblastech. Vydalo vyhlášku, že se běloši a Afroameričané nesmí účastnit společných her (sportů, deskových atd.), ani navštěvovat stejné bazény. Kvůli násilnostem až do roku 1963 v praxi i nadále přetrvávala segregace i ve veřejné dopravě.
Rosa Parksová se kvůli výhrůžkám smrtí odstěhovala.